# Fausto Rey
Fausto Rey (Fausto Ramón Sepúlveda; * 1. Dezember 1951 in Higuey) ist ein dominikanischer Sänger. Sein Repertoire reicht von der romantischen Ballade über Boleros, Walzer, Salsas, Merengues und Bossa Novas bis hin zum Blues und Jazz. Er gilt zudem als einer der besten Gitarrespieler der Dominikanischen Republik und spielt auch Klavier und Schlagzeug.

## Leben und Wirken
Der Sohn des Güira-Spielers Antolín Soler wuchs bei seiner Mutter und einem Pflegevater auf. Er arbeitete in seiner Kindheit als Schuhputzer und Straßenverkäufer, war aber früh von der Musik begeistert. Er gewann zahlreiche Musikwettbewerbe und gründete die Rockgruppe Los Magnéticos, während er zugleich in Santo Domingo in  einer Gruppe namens Brahmins spielte.
Seinen Durchbruch als Musiker hatte er Anfang der 1970er Jahre durch eine Zusammenarbeit mit Johnny Venturas Orchester. Es folgte die Aufnahme der LP La Responsabilidad mit Larry Harlow und Orchester bei Fania Records. Er gründete dann ein eigenes Merengue-Orchester, mit dem er erfolgreiche Titel wie El Pájaro Herido, Mi Linda Músic, De que 'e que priva Maria? Brindemos mas Amor und Se Va ma Vida produzierte. Erfolgreich wurde er auch mit seinen romantischen Balladen.
Fausto Rey lebt in New Jersey. Er unternimmt häufige Tourneen durch die USA und tritt regelmäßig in der Dominikanischen Republik auf. Als erstem dominikanischem Sänger gelangen ihm Konzerte im ausverkauften San Carlos Theater und Quisqueya Stadium, und er wird in seinem Heimatland als El Niche, El Rey Negro de la Cancion Dominicana und El Baladista del Siglo gerühmt. Außerdem hatte er Fernsehauftritte in Argentinien, Chile, Puerto Rico, Venezuela, Kolumbien, Haiti, Kuba und Panama.